# Pangio piperata
Pangio piperata är en fiskart som beskrevs av Maurice Kottelat och Lim, 1993. Pangio piperata ingår i släktet Pangio och familjen nissögefiskar. Inga underarter finns listade i Catalogue of Life.